# 345
Cette page concerne l'année 345  du calendrier julien. Pour l'année 345 av. J.-C., voir 345 av. J.-C. Pour le nombre 345, voir 345 (nombre).
L'année 345 est une année commune qui commence un mardi.

## Événements
- Constant Ier reçoit une ambassade de Constance II à Poetovio au début de l'année[1].
- 7 avril : Constant célèbre Pâques à Aquilée avec Athanase, puis rentre en Gaule[2].
- 17 avril : Constance II assiste à la mise en chantier des thermes de Constantinople[3].
- 12 mai : Constance II est à Nisibe[3].
- 15 mai : Constant Ier est à Trèves[1].
- 9 juin ou 11 juillet : Constant Ier est à Cologne[1].
- 5 juillet : Petronius Probinus est nommé préfet de Rome[3].
- Été : Constance II est à Édesse[1].
- Automne ? : Constant Ier rencontre Athanase d'Alexandrie à Trèves[1].

- Servais devient évêque de Tongres[4].
- Une communauté chrétienne est attesté par une inscription sur une plaque de cuivre découverte au Kerala dans le sud de l'Inde[5].
- Le syrien Joseph d'Édesse est envoyé comme troisième évêque de l'Inde par le catholicos de Perse[5].

## Naissances en 345
- Symmaque, orateur romain[6].
- Gu Kaizhi, peintre chinois.

## Décès en 345
- 26 juin : Grégoire, évêque arien d'Alexandrie[6].
- 6 décembre : Nicolas de Myre, à Myra (date traditionnelle)